# Mesna
Mesna (2-Mercaptoethansulfonat-Natrium; Handelsname: Uromitexan, Hersteller: Baxter International) ist ein Arzneistoff, der als sogenannter Zytoprotektor bei einer Chemotherapie zur Neutralisierung toxischer Stoffwechselprodukte (Metabolite) eingesetzt wird, die im Rahmen der Therapie mit Oxazaphosphorinen entstehen. Zu den Oxazaphosphorinen gehören Cyclophosphamid, Ifosfamid und Trofosfamid.
Mit seiner Sulfhydrylgruppe bindet und neutralisiert Mesna den toxischen Metaboliten Acrolein, der eine hämorrhagische Cystitis mit Hämaturie verursachen kann sowie für weitere Nebenwirkungen mitverantwortlich ist. Acrolein entsteht durch Biotransformation der Oxazaphosphorine in der Leber.
Des Weiteren erhalten die Patienten viel Flüssigkeit, die dazu beiträgt, dass die schädlichen Stoffwechselprodukte schneller über die Niere ausgeschieden werden können. Ein weiterer Sulfhydrylgruppendonator ist beispielsweise N-Acetylcystein, das häufig zusammen mit Mesna verwendet wird.
Eine weitere Anwendung hatte Mesna als Mukolytikum; in dieser Indikation wurde es unter dem Namen Mistabronco vermarktet. Mit Erlöschen der Zulassung am 30. Juni 2008 wurde dieses Präparat vom Markt genommen.

## Geschichte
Lipovisch begann 1945 mit der Synthese, welche Schramm 1955 fortsetzte. Das Thiol wurde aufgrund der 1960 entdeckten schleimlösenden Wirkung eingeführt.
1966 erhielt UCB-Chemie das Patent für Mesna und 1972 kam es auf den Markt.
Norbert Brock und Kollegen fanden heraus, dass die Blasen- und Nierentoxizität von Cyclophosphamid und Ifosfamid aufgrund des entstehenden Acrolein auftritt. Auf dieser Tatsache beruhend untersuchten sie Thiole als entgiftend wirkende Substanz und entdeckten für Mesna eine uroprotektorische Wirkung.
Mesna wurde früher unter den Namen Mistabronco oder Mistabron auch als bronchialer Schleimlöser eingesetzt. Diese Produkte wurden aber im Rahmen der erforderlichen Nachzulassungsverfahren vom Markt genommen.

## Synthese
Mesna wird in einer zweistufigen Synthese aus Thioharnstoff und 2-Bromethansulfonsäure hergestellt: